# The Sound of Sunshine (KC and the Sunshine Band)
The Sound of Sunshine è il terzo album dei KC and the Sunshine Band.
L'album non ha avuto un successo come il precedente.

## Tracce
1. Shotgun Shuffle
2. Rock Your Baby
3. Funky '75
4. SOS
5. Miss B. Theme
6. Hey J.
7. Just a Groove
8. Sunshine City
9. I Love You